# 森光奏太
森光 奏太（もりみつ そうた、Sota Morimitsu）は、日本のベーシストで、またベース＆ボーカル森光奏太のソロ・プロジェクトdawgss（ドーグス）” としてアーティスト活動を行う。

## 略歴
音楽講師の両親の元、長女七彩、二女、第三子として長男奏太誕生。音楽に溢れた環境の中、父の指導で幼少期から電子オルガンを始め、10歳からエレキベースに転向。ベーシスト須藤満氏に傾倒しライブアルバムを丸ごと耳コピ、後に須藤氏本人と共演を果たす。高校時代より広島ライブジュークにて在京ミュージシャンと多数共演する。18歳で上京、音楽学校メーザーハウスに入学後、プロ活動開始。

## 主な共演アーティスト

### ライブサポート
- YOASOBI[3][4]
- THE RAMPAGE (from EXILE TRIBE)
- YUTA (from. NCT127)
- CHEN (from. EXO)
- SUHO (from. EXO)
- Jun.K (from. 2PM) など様々なジャンルのアーティストのライブに参加している。
- 絢香
- 清竜人
- Aile The Shota
- idom
- FURUI RIHO
- 竹内アンナ
- 大比良瑞希
- 野田愛実
- アイナ・ジ・エンド
- Tokimeki Records
- T-SQUARE
- 本田雅人
- MASATO HONDA B.B.STATION
- 小野塚晃
- 小池修
- 寺地美穂[5]
- BLUE NOTE TOKYO ALL-STAR JAZZ ORCHESTRA
- 広瀬香美
- マリーン
- SKY-HI[6]
- Anly
- スカイピース
- 新浜レオン[7]

### レコーティング
- ゆず
  - RAKUEN
- 蔦谷好位置(KERENMI)
  - ふぞろい feat. Tani Yuuki & ひとみ from あたらよ[8]
- JUJU
  - 一線
- 山崎育三郎
  - LIKE、重ねていく feat.幾田りら
- Hey! Say! JUMP

- T-SQUARE
  - アルバム『FLY! FLY!FLY!』2021.4.21発売
    - M4.Quiet Blue、M8.回帰星-kaikiboshi-、M9.Joy Blossoms

  - アルバム『WISH』2022.5.18発売
    - M2.Magical Hour、M3.Trial Road、M5.Lady“S”の初恋、M7.Lover's Beat

### テレビ出演番組
- 絢香　『SONGS』NHK
- idom　『Venue101』NHK
- 倉木麻衣　『Best Artist 2019』日本テレビ
- ナオト・インティライミ　『ミュージックステーション』テレビ朝日
- King & Prince　『ミュージックステーション』テレビ朝日
- Hey! Say! Jump　『ミュージックステーション』テレビ朝日
- FIELD OF VIEW　『CDTV ライブ! ライブ!』TBSテレビ
- WANDS　『音楽の日』TBSテレビ　2020.7.19
- Furui Riho 『 プレミアMelodiX!』テレビ東京　2025.8.18